# Stellan Mohlin
Stellan Mohlin (* 10. Juli 1925; † 6. Juni 2018) war ein schwedischer Badmintonspieler und -funktionär. 

## Karriere
Stellan Mohlin gewann in der Saison 1950/1951 seinen ersten nationalen Titel in Schweden. Sechs weitere Titelgewinne folgten bis 1956. Nach seiner aktiven Karriere blieb er dem Sport als Funktionär treu und arbeitete sich dort bis in die höchsten Funktionen des europäischen und des Weltverbandes vor.

## Sportliche Erfolge
| Saison    | Veranstaltung                     | Disziplin    | Platz | Name                                              |
| --------- | --------------------------------- | ------------ | ----- | ------------------------------------------------- |
| 1942/1943 | Schweden: Einzelmeisterschaft U19 | Herrendoppel | 1     | Nils Jonson / Stellan Mohlin (BK Eken)            |
| 1950/1951 | Schweden: Einzelmeisterschaft     | Herrendoppel | 1     | Nils Jonson / Stellan Mohlin (AIK)                |
| 1951/1952 | Schweden: Einzelmeisterschaft     | Herrendoppel | 1     | Nils Jonson / Stellan Mohlin (AIK)                |
| 1952/1953 | Schweden: Einzelmeisterschaft     | Herrendoppel | 1     | Nils Jonson / Stellan Mohlin (AIK)                |
| 1952/1953 | Schweden: Einzelmeisterschaft     | Mixed        | 1     | Stellan Mohlin / Kerstin Ståhl (AIK)              |
| 1953/1954 | Schweden: Einzelmeisterschaft     | Herrendoppel | 1     | Nils Jonson / Stellan Mohlin (AIK)                |
| 1954/1955 | Schweden: Einzelmeisterschaft     | Herrendoppel | 1     | Nils Jonson / Stellan Mohlin (AIK)                |
| 1955/1956 | Schweden: Einzelmeisterschaft     | Herrendoppel | 1     | Nils Jonson / Stellan Mohlin (AIK)                |
| 1962/1963 | Schweden: Einzelmeisterschaft O35 | Herrendoppel | 1     | Nils Jonson / Stellan Mohlin (AIK)                |
| 1962/1963 | Schweden: Einzelmeisterschaft O35 | Mixed        | 1     | Stellan Mohlin / Bodil Sterner (AIK / Blackeberg) |
| 1963/1964 | Schweden: Einzelmeisterschaft O35 | Mixed        | 1     | Stellan Mohlin / Bodil Sterner (AIK / Blackeberg) |
| 1963/1964 | Schweden: Einzelmeisterschaft O35 | Herrendoppel | 1     | Nils Jonson / Stellan Mohlin (AIK)                |
| 1964/1965 | Schweden: Einzelmeisterschaft O35 | Herrendoppel | 1     | Nils Jonson / Stellan Mohlin (AIK)                |
| 1965/1966 | Schweden: Einzelmeisterschaft O35 | Herrendoppel | 1     | Nils Jonson / Stellan Mohlin (AIK)                |